# Путник (часопис 1862)
Путник: лист за умну и душевну забаву је забавни часопис за младе. Уређивао га је Ђорђе Рајковић, а издавао Игњат Фукс. Приређиван је и штампан у Новом Саду. Први број изашао је 1862. године. Престао је са изласком следеће, 1863. године.

## О часопису
Часопис је почео да излази 1862. године у Новом Саду. Идеја је била да се образују деца и млади, као и да се развије родољубље код млађих генерација. Садржао  је и илустрације везане за српску историју и значајне личности. Главни уредник је био Ђорђе Рајковић коме је нарочито помагао Јаков Игњатовић.

### Периодичност
Часопис излази једном месечно.

### Уредници
Главни уредник 1862. године био је Ђорђе Рајковић. Од свеске 5 1863. године одговорни уредник био је Емил Чарка.

### Аутори прилога
- Ђорђе Рајковић
- Јаков Игњатовић
- Ђорђе Натошевић
- Емил Чарка

## Теме
Теме часописа су поетична дела на изворном језику, као и преводи, моралне приповетке, биографије славних људи, загонетке приказане словима или илустрацијама. Илустровани садржаји су из српске историје, из људског живота. Нарочито се придавала пажња да се код деце укорени хуманост, родољубље и љубав према науци.
- Путник, Милица Стојадиновић Српкиња, број 3, 1862.
- Путник, Которски (Бококоторски) залив, број 5, 1862.
- Путник, илустрација шимпанзе, број 2, 1862.

- Поуке
- Приче
- Афоризми
- Поезија
- Проза
- Илустровани садржаји

## Позив на претплату
Често је упућиван позив на претплату. Чак је и даван један број бесплатно уколико би неко прикупио 10 претплатника. Такође је било могуће купити и целокупно годиште од 12 свезака.

## Галерија слика
- Путник, број 2, 1862.
- Путник, број 5, 1862.
- Путник, Афоризми о васпитању, број 3, страна 130, 1862.
- Путник, број 5, страна 220, 1862.
- Путник, Говор очију, број 6, страна 267, 1862.
- Путник, Говор очију, друга страна, број 6, страна 268, 1862.